# Slumkvarter
Slumkvarterer eller slum opstår, når et større antal bygninger samlet i et område ikke bliver vedligeholdt og forfalder eller udsættes for hærværk. Grunden til, at dette sker, kan være, at en eller flere boligejere har købt bygninger i spekulationsøjemed og derfor ikke vil afsætte penge til vedligehold eller på grund af bosattes eller udefra kommendes hærværk eller tyveri af værdifulde genstande.
I Den Danske Ordbog defineres slum som: "overbefolket område, især i en storby, hvor fattige mennesker bor i forfaldne huse af dårlige materialer og med ringe sanitære forhold".
I ulande ser man også slumkvarterer og -byer, der er opstået på bar mark, når folk er migreret fra land til by og har bygget boliger af forhåndenværende materialer. Nairobi-forstaden Kibera er en sådan slumby.

## Forslumringsprocessen
Forslumring har karakter af en fysisk såvel som en social proces.

### Fysisk og helbredsmæssig forslumring
Den fysiske forslumring indtræder ved manglende interesse i vedligeholdelse af bygninger og kan forværres ved en stadig forringelse af de sundhedsmæssige levevilkår, der kan give grobund for kroniske sygdomme og sundhedsskader, større tilbøjelighed til selvmord og druk- eller narkotikaproblemer – en udvikling, der forværres ved manglende evne til at leve hygiejnisk og ernæringsrigtigt.

### Social forslumring
Den sociale forslumring er et forløb, hvor en løbende udskiftning af et områdes indbyggere får præg af en nedadgående spiral, idet folk med godt arbejde, høje indkomster og virketrang (også i en social sammenhæng) flytter væk, mens folk med sociale problemer – ikke mindst "multisociale problemfamilier" (arbejdsløshed, druk- eller narkoproblemer, erfaringer fra en kriminel tilværelse, enlige forældre med børn) – i stigende grad enten selv flytter til eller tvangsindflyttes af offentlige myndigheder: man taler om "normaliseringsprocesser", hvor mistillid og angst fører til gensidig overvågning og social kontrol. Virkningen heraf er isolation, udstødning og dannelser af mere eller mindre voldelige og/eller provokerende grupper. Udviklingen forstærkes, hvis og når der opstår udtalte (eller uudtalte) modsætninger blandt beboerne i et sådant boligområde.
Slumudviklingen gives de bedste begyndelsesbetingelser, hvis boligområdet har et væsentlig indslag af boliger tilpassede social dårligt stillede samfundsgrupper. Det fremmes i tilfælde af høj arbejdsløshed, hvis der bevidst ophobes unge med familieproblemer, tidligere kriminelle og udlændinge med en mere eller mindre kriminel baggrund.
Forslumringens anden fase indtræder, når den bliver synlig og fremtrædende i gadebilledet. Den når sin fulde blomstring, når det øvrige samfund overlader slumområdet til sin egen skæbne, og fx ordensmagten ikke længere udøver sin virksomhed i området. Dette kan ske, når de tomme bygninger bliver udsat for slumstormere og besættere, som indtager husene og finder anvendelse for dem uden lov og ret.
I værste fald kan ikke blot et bykvarter, men en hel by blive ramt af forslumring og håbløshed. Dette var blandt andet tilfældet i den engelske by Liverpool i 1970-erne. Tilsvarende processer prægede Indre Nørrebro inden byfornyelsen satte ind og truede en overgang "Fristaden Christiania" med selvudslettelse.

## Virkemidler
Virkemidlerne mod forslumring er:
1. hård og ubetinget retshåndhævelse, om fornødent ved dom sikre en fast afstraffelse ved påvist kriminel adfærd,
2. vedvarende bistand og hjælp til de problemramte med at komme af med deres problemer (arbejds- og uddannelsestilbud, afvænning, ikke kun økonomisk men tillige personal hjælp),
3. tvangsspredning af social ramte for derved at modvirke ophobning af problemer,
4. aktiv istandsættelseindsats (byfornyelse, boligforbedringer, gårdrydninger).